# Riccardo Lamba
Riccardo Lamba (ur. 30 listopada 1956 w Caracas) – włoski duchowny katolicki, biskup pomocniczy diecezji rzymskiej w latach 2022–2024, arcybiskup Udine od 2024. 

## Życiorys

### Prezbiterat
Święcenia kapłańskie otrzymał 6 maja 1986 i został inkardynowany do diecezji rzymskiej. Po święceniach i studiach został asystentem przy rzymskim seminarium. W  latach 1991-2000 był asystentem na wydziale medycyny i chirurgii w Katolickim Uniwersytecie Najśw. Serca w Mediolanie, a w kolejnych latach kierował kilkoma rzymskimi parafiami.

### Episkopat
27 maja 2022 papież Franciszek mianował go biskupem pomocniczym diecezji rzymskiej, ze stolicą tytularną Medeli. Święcenia biskupie przyjął 29 czerwca 2022. Głównym konsekratorem był Angelo De Donatis a współkonsekratorami Augusto Paolo Lojudice i Francesco Montenegro. Po święceniach biskupich był odpowiedzialny za sektor wschodni diecezji rzymskiej. 
23 lutego 2024 papież Franciszek przeniósł go na urząd arcybiskupa Udine. 29 czerwca 2024 w bazylice św. Piotra na Watykanie odebrał od papieża Franciszka paliusz.